# Куркинский сельсовет (Шаховской район)
Куркинский сельсовет — упразднённая административно-территориальная единица, существовавшая на территории Московской губернии и Московской области в 1924—1954 годах.
Куркинский сельсовет возник в 1924 году в составе Серединской волости Волоколамского уезда Московской губернии путём выделения из Дубронивского с/с.
В 1925 году Куркинский с/с был переименован в Раменский сельсовет, но уже в 1926 году он вновь стал Куркинским.
По данным 1926 года в состав сельсовета входили 2 населённых пункта — Куркино и Раменки.
В 1929 году Куркинский с/с был отнесён к Шаховскому району Московского округа Московской области. При этом к нему был присоединён Дубронивский с/с.
14 июня 1954 года Куркинский с/с был упразднён, а его территория в полном составе передана во вновь образованный Косиловский с/с.